# Théophylacte de Sébaste
Pour les articles homonymes, voir Théophylacte.
Théophylacte, est un évêque d'Arménie et de Russie de la fin du Xe siècle.
Métropolite de Sébaste en Arménie, il est relevé de sa fonction à cause des sentiments anti-byzantins de la population vers 986.
Basile II l'envoie dans l'ambassade à Kiev en 987, juste avant le baptême de Vladimir Ier. Un traité grec du XII-XIV le cite comme exemple d'un transfert d'un évêque d'un endroit à un autre. Il a donc peut-être baptisé Vladimir et, étant donné les conjectures qui entourent le nom des premiers métropolites de Kiev, occupé le premier la fonction de métropolite de Kiev.